# Ipswich
Ipswich (IPA: [ɪpswɪtʃ]) è il capoluogo della contea inglese del Suffolk, nel Regno Unito.
Sede del distretto omonimo, ha circa 140 000 abitanti. 

## Geografia
Sorge sulle rive del Mare del Nord a nord-est di Londra, da cui dista circa 110 km.
Giace sull’estuario del fiume Orwell, che sfocia dieci chilometri più a valle, nel Mare del Nord. È quindi un importante porto specie per gli scambi con la Scandinavia.

## Storia
La città ha antiche origini: sorse infatti in epoca romana, come la stessa Londinium, come stazione di fermata lungo la strada romana lastricata attorno alla città.
Nel medioevo la stazione fu trasformata in una fortezza, alla quale s'aggiunsero le prime abitazioni e solo nel XIII secolo sorsero le prime mura.
È considerata una delle più antiche città del Regno Unito.
In epoca romana costituiva un nodo essenziale nei collegamenti commerciali e ne restano testimonianze archeologiche.
In seguito fu centro degli Anglo-Sassoni che le diedero la struttura urbanistica attuale.
Nel VII secolo vi immigrarono alcuni maestri vasai olandesi che ne fecero il primo luogo di produzione di terracotta su larga scala. Fu poi conquistata dai Vichinghi e dopo dai Normanni.
Nel Medioevo il suo tempio dedicato a Nostra Signora della Grazia diventò famosa meta di pellegrini. Fra questi perfino Enrico VIII e Caterina d’Aragona.
Al tempo della Riforma, nel 1500, la statua della Madonna venne portata a Londra per essere bruciata, ma ci sono fonti secondo le quali essa fu trafugata e portata in salvo in Italia, a Nettuno, dove in effetti se ne celebra annualmente l’evento.
Dopo pochi anni la nuova sovrana Maria la Sanguinaria fece mettere al rogo sulla Cornhill nove persone accusate di essere seguaci del protestantesimo.

Nel Seicento Ipswich fu uno dei principali porti di imbarco per migliaia di emigranti, moltissimi Puritani, verso l’America, nell’area che denominarono New England.
I mercanti di Ipswich furono oggetto di derisione in uno dei Racconti di Canterbury, di Geoffrey Chaucer (1380).
A metà Ottocento vi ha soggiornato Charles Dickens che ha inserito ambientazioni di Ipswich ne il Circolo Pickwick.
Dal 2003 vi si svolge in estate il Festival d’Arte di Ipswich noto come 'Ip-art' con eventi di arti visuali, recitazione, letteratura, cinema e musica.

## Architetture
The Cornhill (La collina del granturco) è la piazza centrale in cui si sono svolti storici eventi.
- Chiesa di San Pancrazio
- Edificio Willis Faber and Dumas

## Amministrazione

### Gemellaggi
- Arras, dal 1993
- Nettuno, dal 2005

Ha una piazza, un molo e una darsena intitolati a Nettuno (Neptune Square, Neptune Quay, Neptune Marina).